# Criovolcà

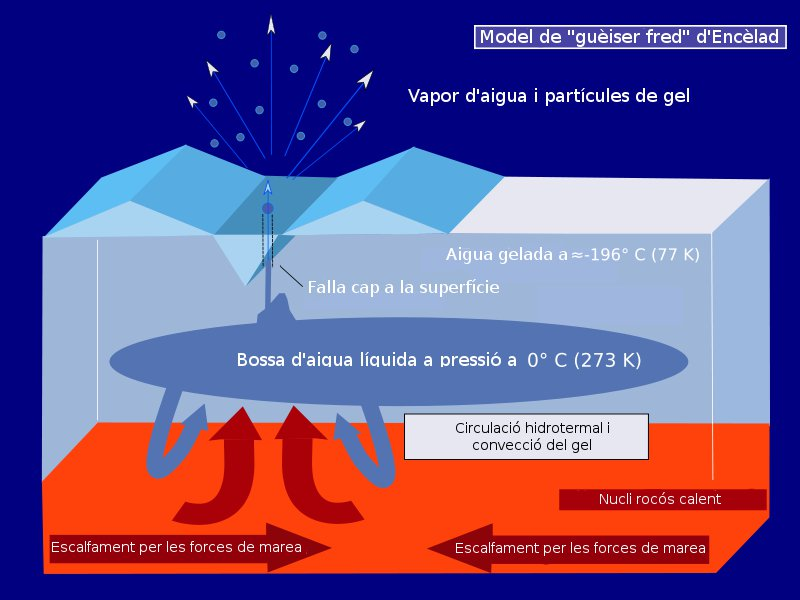
Model anomenat «guèiser fred». L'aigua s'escapa d'unes basses a una temperatura propera al punt de fusió (273 K) situades en profunditat, per sublimar-se a la superfície del satèl·lit. La radioactivitat del nucli així com les forces de marea, contribueixen a mantenir la temperatura de les bosses.

Un criovolcà (també conegut com a volcà de gel) és un volcà que expulsa productes volàtils com l'aigua, amoníac o metà en comptes de lava, el producte que expulsa el criovolcà s'anomena criomagma. Les substàncies que expulsen els criovolcans són normalment líquides i formen plomalls, però també poden expulsar el material en forma de vapor. Després de l'erupció, el criomagma es condensa formant un cos sòlid quan es posa en contacte amb les baixes temperatures. Els criovolcans es formen en els satèl·lits gelats i possiblement en altres objectes astronòmics amb temperatures molt baixes, per exemple en objectes del cinturó de Kuiper, Quaoar podria ser un exemple.
L'energia necessària per a fondre el gel i poder produir criovolcans ve normalment donada per la fricció de marea. També s'ha suggerit que dipòsits translúcids de material congelat podrien crear una subsuperfície d'efecte hivernacle que acumularia la calor necessària. En el cas de l'objecte del cinturó de Kuiper Quaoar l'energia necessària podria venir de desintegració radioactiva.
Els criovolcans poden emetre una barreja d'aigua i amoníac que fondria a -95 °C, creant un líquid extremadament fred que podria sortir del volcà.

## Observacions
Els criovolcans foren observats en primer lloc al satèl·lit de Neptú, Tritó per la sonda Voyager 2 el 1989.

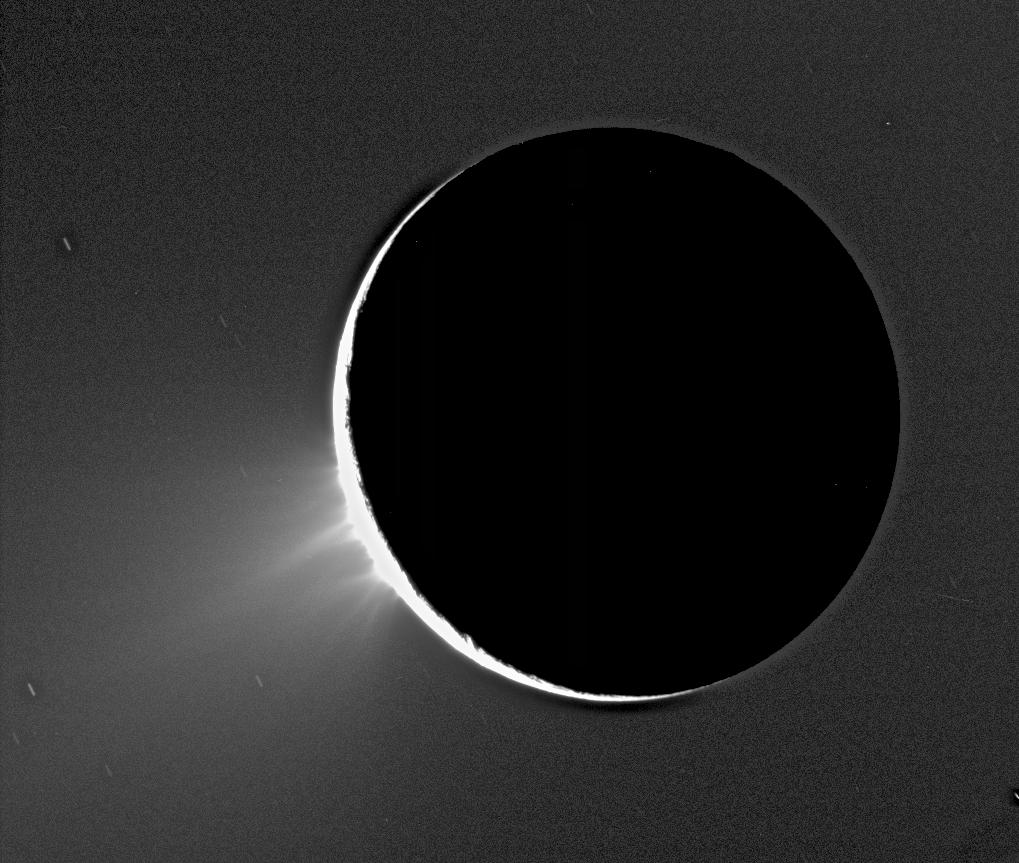
Plomes sobre el limbe d'Encèlad alimentant l'anell E de Saturn. Sembla que emanaria de les ratlles de tigre prop del pol sud del satèl·lit

El 27 de novembre de 2005 la sonda Cassini fotografià guèisers en el pol sud d'Encèlad.
S'han observat proves indirectes d'activitat criovolcànica en altres satèl·lits gelats del sistema solar, incloent-hi Europa, Titan, Ganímedes, i Miranda. Es pensa que el criovolcanisme és una font significativa del metà de l'atmosfera de Tità.
Al2007, observacions de l'Observatori Gemini mostraren traces d'hidrats d'amoníac i cristall d'aigua a la superfície del satèl·lit de Plutó, Caront que suggeria la presència d'activitat criovolcànica.

## Criovolcans a la Terra
Durant el setembre de 2018, científics russos van publicar un estudi que, per primer cop, feia referència a criovulcanisme a la Terra. Els científics defensaren que l'existència d'un cràter d'una vintena de metres de diàmetre a la Península de Yamal, fou fruit de criovulcanisme.